# Larchamp (Mayenne)
 Larchamp  es una población y comuna francesa, en la región de Países del Loira, departamento de Mayenne, en el distrito de Mayenne y cantón de Ernée.

## Demografía
| 1373 | 1268 | 1241 | 1239 | 1107 | 1017 |
| Para los censos de 1962 a 1999 la población legal corresponde a la población sin duplicidades (Fuente: INSEE [Consultar]) |      |      |      |      |      |